# Taken – Die Zeit ist dein Feind
Taken – Die Zeit ist dein Feind (Originaltitel: Taken) ist eine US-amerikanische Fernsehserie von Alexander Cary, die in den USA von 2017 bis 2018 gesendet wurde. Die Serie basiert auf der gleichnamigen Trilogie mit Liam Neeson, spielt aber in der Gegenwart und nicht in der Vergangenheit, womit eine Diskontinuität mit der Handlung der Trilogie entsteht, was die zeitliche Darstellung betrifft. Der junge Bryan Mills wird in der Serie von Clive Standen verkörpert.

## Handlung
Während einer Zugfahrt mit seiner Schwester geht der ehemalige Green Beret Bryan Mills gegen eine Gruppe bewaffneter Personen vor. Während des Kampfes stirbt Mills’ Schwester. Der Tod der jungen Frau entpuppt sich nicht als unglücklicher Zufall. Ein argentinischer Drogenboss hat ihre Hinrichtung angeordnet, aus Rache für den Tod seines Sohnes, der von Bryan Mills während eines Einsatzes erschossen wurde.
Bryan erkennt, dass die Mörder seiner Schwester auch ihn bedrohen und niemals ruhen werden, bis sie ihn haben. Aufgrund dieser Erkenntnis ergibt er sich. Bevor der Drogenboss sich endgültig an Mills rächen kann, greift eine Spezialeinheit ein. Mills hat letztendlich die Wahl: der Task Force beizutreten und dafür zu sorgen, dass seine Schwester nicht umsonst gestorben ist, oder zurück in den Alltag. Er entscheidet sich für die Spezialeinheit und kämpft so gegen Terrorismus und Verschwörungen, die stets die Sicherheit des Landes bedrohen.

## Hintergrund
Die zehnteilige erste Staffel der Serie hatte am 27. Februar 2017 beim Sender NBC Premiere, nachdem sie zuvor bereits im September 2015 mit einer Direktbestellung versehen wurde. Eine Ausstrahlung im deutschsprachigen Fernsehen startete am 28. Februar 2018 bei Nitro.
Im Mai 2017 gab NBC die Produktion einer 16-teiligen zweiten Staffel bekannt. Hierbei kam es, mit Ausnahme der Hauptdarsteller Standen und Jennifer Beals, zu einem Austausch der restlichen Besetzung, wie auch des Showrunners.
In Deutschland erfolgte die Ausstrahlung von 2018 bis 2022.

## Besetzung
Die Synchronisation der Serie wurde bei der Interopa Film nach Dialogbüchern von Michael Nowka und Christian Kähler unter der Dialogregie von Jürgen Wilhelm (Staffel 1), Christian Gundlach und Peter Freund (Staffel 2) erstellt.

### Hauptfiguren
| Rolle          | Staffel | Schauspieler        | Synchronsprecher  |
| -------------- | ------- | ------------------- | ----------------- |
| Bryan Mills    | 1+2     | Clive Standen       | Markus Pfeiffer   |
| Christina Hart | 1+2     | Jennifer Beals      | Maud Ackermann    |
| John           | 1       | Gaius Charles       | Fabian Oscar Wien |
| Asha           | 1       | Brooklyn Sudano     | Mareile Moeller   |
| Vlasik         | 1       | Monique Curnen      | Victoria Sturm    |
| Scott          | 1       | Michael Irby        | Tommy Morgenstern |
| Dave           | 1       | Jose Pablo Cantillo | René Dawn-Claude  |
| Rem            | 1       | James Landry Hébert | Christoph Banken  |
| Kilroy         | 2       | Adam Goldberg       | Thomas Schmuckert |
| Santana        | 2       | Jessica Camacho     | Nadine Zaddam     |

### Nebenfiguren
| Rolle        | Staffel | Schauspieler      | Synchronsprecher |
| ------------ | ------- | ----------------- | ---------------- |
| Riley        | 1       | Jennifer Marsala  | Nicole Hannak    |
| Faaron       | 1       | Simu Liu          | Nicolas Böll     |
| Marzoki      | 1       | Ali Kazmi         |                  |
| James Casey  | 2       | Peter Outerbridge |                  |
| David Ramsey | 2       | Tahmoh Penikett   |                  |

## Folgen

### Staffel 1
| Nr. (ges.) | Nr. (St.) | Deutscher Titel               | Originaltitel     | Erstausstrahlung USA | Deutschsprachige Erstausstrahlung (D) | Regie          | Drehbuch                         |
| ---------- | --------- | ----------------------------- | ----------------- | -------------------- | ------------------------------------- | -------------- | -------------------------------- |
| 1          | 1         | Der ewige Agent               | Pilot             | 27. Feb. 2017        | 28. Feb. 2018                         | Alex Graves    | Alexander Kary                   |
| 2          | 2         | Im Schatten der Schuld        | Ready             | 7. März 2017         | 28. Feb. 2018                         | Michael Offer  | Alexander Cary, Joe Loya         |
| 3          | 3         | Wie weit ist weit genug?      | Off Side          | 13. März 2017        | 7. März 2018                          | Tim Matheson   | Anthony Swofford, Wendy West     |
| 4          | 4         | Endgültige Nebenwirkungen     | Mattie G.         | 20. März 2017        | 7. März 2018                          | Tim Matheson   | Anthony Swofford, Wendy West     |
| 5          | 5         | Ein Schweizer Uhrwerk         | A Clockwork Swiss | 27. März 2017        | 14. März 2018                         | Clark Johnson  | Jordan Hawley                    |
| 6          | 6         | Überläufer                    | Hail Mary         | 3. Apr. 2017         | 14. März 2018                         | Lexi Alexander | Mike Daniels                     |
| 7          | 7         | Einer für alle                | Solo              | 10. Apr. 2017        | 21. März 2018                         | Elodie Keene   | Alexander Cary, Anthony Swofford |
| 8          | 8         | Leahs Reise                   | Leah              | 17. Apr. 2017        | 21. März 2018                         | Bill Johnson   | Wendy West                       |
| 9          | 9         | Hinter der Toleranzgrenze     | Gone              | 24. Apr. 2017        | 28. März 2018                         | Romeo Tirone   | Jordan Hawley, Joe Loya          |
| 10         | 10        | Verlierer, Verletzte und Tote | I Surrender       | 1. Mai 2017          | 28. März 2018                         | Holly Dale     | Marjorie David, Mike Daniels     |

### Staffel 2
| Nr. (ges.) | Nr. (St.) | Deutscher Titel       | Originaltitel   | Erstausstrahlung USA | Deutschsprachige Erstausstrahlung (D) | Regie              | Drehbuch                                       |
| ---------- | --------- | --------------------- | --------------- | -------------------- | ------------------------------------- | ------------------ | ---------------------------------------------- |
| 11         | 1         | Alles oder nichts     | S.E.R.E.        | 12. Jan. 2018        | 12. März 2022                         | Romeo Tirone       | Greg Plageman, Tony Camerino                   |
| 12         | 2         | Beute                 | Quarry          | 19. Jan. 2018        | 12. März 2022                         | Stephen Kay        | Erik Mountain                                  |
| 13         | 3         | Codex Hammurabi       | Hammurabi       | 26. Jan. 2018        | 19. März 2022                         | Lukas Ettlin       | Zak Schwartz                                   |
| 14         | 4         | Flucht nach vorn      | Opsec           | 2. Feb. 2018         | 19. März 2022                         | Sarah Pia Anderson | Aaron Carew                                    |
| 15         | 5         | Auge um Auge          | Absalom         | 2. März 2018         | 19. März 2022                         | Romeo Tirone       | Erik Mountain                                  |
| 16         | 6         | Vertrauter Feind      | Charm School    | 9. März 2018         | 26. März 2022                         | Michael Nankin     | Karen Wyscarver, Sanford Golden                |
| 17         | 7         | Ehrengäste            | Invitation Only | 16. März 2018        | 26. März 2022                         | T. J. Scott        | Andy Callahan                                  |
| 18         | 8         | Zug um Zug            | Strelochnik     | 23. März 2018        | 26. März 2022                         | Elodie Keene       | Tony Camerino                                  |
| 19         | 9         | Die Wahrheit schmerzt | Verum Nocet     | 30. März 2018        | 2. Apr. 2022                          | Eduardo Sánchez    | Karen Wyscarver, Sanford Golden                |
| 20         | 10        | Gemini                | All About Eve   | 6. Apr. 2018         | 2. Apr. 2022                          | Scott Peters       | Brusta Brown, John Mitchell Todd               |
| 21         | 11        | Passwort              | Password        | 13. Apr. 2018        | 2. Apr. 2022                          | David Wellington   | Andy Callahan                                  |
| 22         | 12        | Händler des Todes     | Imperium        | 26. Apr. 2018        | 2. Apr. 2022                          | M.J. Bassett       | Brusta Brown, John Mitchell Todd               |
| 23         | 13        | Blutige Geschäfte     | ACGT            | 2. Juni 2018         | 9. Apr. 2022                          | Bill Johnson       | Nicole Demasi                                  |
| 24         | 14        | Ein tödlicher Fang    | Carapace        | 9. Juni 2018         | 9. Apr. 2022                          | Ruba Nadda         | Zak Schwartz                                   |
| 25         | 15        | In der Falle          | Render          | 23. Juni 2018        | 9. Apr. 2022                          | Edward Ornelas     | Erik Mountain                                  |
| 26         | 16        | Der Mann im Schatten  | Viceroy         | 30. Juni 2018        | 9. Apr. 2022                          | Chris Fisher       | Greg Plageman, Karen Wyscarver, Sanford Golden |

## Rezeption
Felix Böhme vom Branchenportal Serienjunkies.de findet, die Prequelserie zeichne sich „vor allem durch Langeweile und ein uninteressantes Thema“ aus und den „Fernsehschaffenden hinter und vor der Kamera“ gelinge „es nicht, eine auch nur im Ansatz packende Geschichte zu erzählen“. Weiter schreibt er, das Actiondrama bringe „weder frische Ideen und unverbrauchte Ansätze noch ein paar gekonnte Anleihen ihrer filmischen Vorlage“.